# John F. MacArthur
John Fullerton MacArthur Jr. (Los Ángeles, California; 19 de junio de 1939-Los Ángeles; 14 de julio de 2025) fue un pastor y teólogo estadounidense conocido por su programa de radio de enseñanza cristiana, sindicado internacionalmente, Grace to You (Gracia a Vosotros). Fue el pastor y maestro de la Grace Community Church en Sun Valley, California desde el 9 de febrero de 1969 y su último ministerio fue de presidente de Universidad de Master en Santa Clarita (California) y de The Master's Seminary en Los Ángeles.
Teológicamente, MacArthur sostenía un punto de vista doctrinal, conocido como calvinista, y fue un fuerte defensor de la predicación expositiva. Fue reconocido por Christianity Today como uno de los predicadores más influyentes de su tiempo, y fue un invitado frecuente en el programa Larry King Live como representativo de una perspectiva cristiana evangélica. Escribió y editó más de 150 libros, de los que se puede destacar la Biblia de Estudio MacArthur, del que se han vendido más de 1 millón de copias y recibió un Gold Medallion Book Award. También es autor de otros best-sellers como el Comentario MacArthur del Nuevo Testamento o Doce Hombres: Comunes y Corrientes.

## Biografía
John Fullerton MacArthur Jr. nació en Los Ángeles, California; 19 de junio de 1939. Es hijo de Jack MacArthur (nacido en Calgary, Alberta) e Irene Dockendorf, y quinto primo del general estadounidense Douglas MacArthur. John MacArthur estudió en la Bob Jones University antes de transferirse a Los Angeles Pacific College (ahora Azusa Pacific University). En 1963, obtuvo sus Maestría en Divinidades en el Talbot Theological Seminary de la Biola University en La Mirada, California. Se graduó con honores. De 1964 a 1966, sirvió como pastor asociado en Calvary Bible Church en Burbank, California y, de 1966 a 1969, como un representante de facultad para el Talbot Theological Seminary. Entonces, en 1969, pasó a ser el tercer pastor en la, entonces breve, historia  de la iglesia no-denominacional Grace Community Church de Sun Valley, California.

Su programa radiofónico diario, Gracia a Vosotros, que ahora se transmite en gran parte del mundo, comenzó como un ministerio de grabación de audio para proporcionar casetes de audio de sus sermones a los oyentes y luego comenzó a transmitirse en Baltimore, Maryland, a partir de 1977.
En 1985, MacArthur fue nombrado presidente de The Master's University, una universidad protestante cristiana acreditada, y en 1986 fundó The Master's Seminary. MacArthur es también doctor honoris causa por el Talbot Theological Seminary (D.Div.) y por la Grace Graduate School (D.Litt.).
Casi 43 años después de empezar en el púlpito de la Grace Community Church, el 5 de junio de 2011, MacArthur completó uno de sus objetivos de vida, a saber, el de predicar a través de todo el Nuevo Testamento entero. En 2015, el Comentario MacArthur del Nuevo Testamento fue completado. En el ámbito personal, el pastor MacArthur estuvo casado con Patricia, del matrimonio nacieron cuatro hijos y quince nietos.

## Controversias
MacArthur ha estado involucrado en múltiples controversias con respecto a su franqueza sobre ciertos temas. MacArthur es muy abierto sobre su oposición al matrimonio entre personas del mismo sexo, contra las pastoras, la Iglesia Católica y el movimiento de justicia social. Ha pronunciado múltiples sermones en los que analiza estos temas. Por ejemplo, afirmó que "nadie es gay" porque "Dios no programó a nadie" con tal disposición.

### Críticas contra Steven Furtick
En 2012, en The Shepherd's Conference, MacArthur participaba en un cuestionario de asociación de palabras en el que el moderador le dio el nombre de "Steven Furtick". MacArthur procedió a argumentar que Furtick, pastor de Elevation Church, estaba "descalificado". Furtick respondió a este comentario en su libro de 2016 (Des)Calificado: Dios puede escribir historias extraordinarias con vidas ordinarias.

### Rechazo a las mujeres predicadoras
En 2019, en la Conferencia Truth Matters, durante otro cuestionario de asociación de palabras, se dio el nombre "Beth Moore". Reiterando su postura sobre 1 Timoteo 2:12, MacArthur respondió afirmando que Beth Moore debería "irse a casa" y que "no hay ningún caso que se pueda argumentar bíblicamente a favor de una mujer predicadora. Punto. Fin de la discusión". Moore respondió a esta postura afirmando en su cuenta de Twitter: "No me rendí a un llamado de hombre cuando tenía 18 años. Me rendí a un llamado de Dios. Jamás se me ha ocurrido ni por un segundo, no cumplirlo. Seguiré a Jesús, y solo a Jesús, todo el camino a casa. Y veré Su hermoso rostro y proclamaré: ¡Digno es el Cordero!"

### Incumplimiento de las normas de salud pública durante el COVID-19
En 2020 y 2021, durante la Pandemia de COVID-19, MacArthur ignoró las órdenes de los funcionarios de salud pública del condado de Los Ángeles con respecto a los servicios en Grace Community Church e insistió en que nadie de la iglesia se había enfermado gravemente a pesar de los informes que indicaban lo contrario. El condado de Los Ángeles demandó a la iglesia por negarse a cerrar, y la iglesia contrademandó alegando discriminación por libertad religiosa. Finalmente, las demandas se resolvieron fuera de los tribunales y el condado y el estado pagaron $ 400,000 cada uno a Grace Community Church. En agosto de 2021, MacArthur admitió ante los feligreses que "muchas personas" contrajeron COVID-19 mientras "pasaba" por la iglesia en diciembre de 2020 y enero de 2021, incluidos él y su esposa.

### Acusaciones de utilizar escritores fantasmas
En febrero de 2022, Dennis Swanson, exvicepresidente de Master's University y Master's Seminary, lo acusó de nunca haber escrito ninguno de sus libros y de que supuestamente fueron escritos por escritores fantasma. 

### Manejo inadecuado de los casos de violencia doméstica
En marzo de 2022, The Roys Report publicó una investigación que implicaba a Grace Community Church y John F. MacArthur. Según informes, a varias mujeres víctimas de violencia doméstica se les pidió que regresaran con sus maridos, bajo amenaza de excomunión.  El pastor asociado de MacArthur, Carey Hardy, supuestamente le dijo a una víctima que predicara con el ejemplo y "sufriera por Jesús" soportando el abuso de su marido. Un anciano de la iglesia, Hohn Cho, supuestamente instó a MacArthur a reconsiderar la petición de la víctima, quien le dijo "Olvídalo". La víctima fue humillada dos veces, en mayo de 2002 y en agosto de 2002, por MacArthur delante de la congregación por haberse finalmente divorciado de su marido. En 2005, el marido de la víctima fue condenado a 21 años de prisión por agresión sexual agravada a un niño, lesiones corporales y abuso infantil. Tras la publicación del asunto por Christianity Today en febrero de 2023, el consejo pastoral denunció “mentiras”. 

## Posturas teológicas

### Creacionismo de la Tierra joven
MacArthur defiende el Creacionismo de la Tierra joven en su libro, La Batalla Por el Comienzo (2001), y en sus sermones. Hablando sobre teoría evolutiva, escribe que los cristianos "deberían exponer tales mentiras por lo que son y oponerse enérgicamente a ellas." Argumenta que "la batalla por el principio es, a fin de cuentas, una batalla entre dos tipos de fe mutuamente exclusivas: la fe en las Escrituras y la fe en hipótesis antiteísticas. No es realmente una batalla entre ciencia y la Biblia."

### Escatología
MacArthur es un premilenarista y pretribulacionista en cuanto al tiempo del arrebatamiento y otros sucesos de los últimos tiempos, dice: "Estoy comprometido con el hecho de que Jesús vendrá para instaurar un reino terrenal literal y de que vendrá siete años antes del reino, vendrá antes de la tribulación.". Sin embargo, MacArthur ha tratado de distanciarse de otros dentro de tal línea de pensamiento, como Tim LaHaye y Jerry B. Jenkins, famosos por la serie de novelas Left Behind. MacArthur remarcó durante un sermón, "(...) alguien por ahí va a decir, "Oh chico, está de acuerdo con las novelas Left Behind." No, no estoy metido en la ficción del arrebatamiento y no estoy metido en gráficos extravagantes. No me ves aquí arriba con un gráfico grande y un palo. Y no voy con exégesis de periódicos, en las que (...) todo aquello que pasa en las notícias cumple alguna profecía obscura del Antiguo Testamento. Rehuso el extravagante mundo de las exégesis de periódicos y de la escatología de boceto e interpretación loca como lo de las langostas de Apocalipsis 9 siendo helicópteros...".

### Ley y Pacto
MacArthur se describe como un "dispensacionalista filtrado". Mientras sostiene un rapto premilenial y pretribulacional de la iglesia y el cumplimiento de todas las promesas del pacto hecho a los Judíos al final del tribulación, rehúsa algunas de las clásicas ideas dispensacionales, como que la Ley no tenga ninguna aplicación a la iglesia. MacArthur declaró: 
"No estoy metido en todo lo que se conoce tradicionalmente como "dispensacionalismo"; siete dispensaciones; dos reinos; dos Nuevos Pactos; dos maneras de salvación; discontinuidad entre el Antiguo Testamento y el Nuevo.".

### Soteriología
MacArthur fue una persona clave en la "controversia de la Salvación del Señorío" en la década de 1980, argumentando contra la teología de la Gracia Gratuita. Él afirma: 
"tú tienes que recibir a Jesucristo por quién Él es, Señor y Salvador, para ser verdaderamente salvo (2 Pedro 2:20).".
Respecto a la seguridad eterna, afirma: 
"Nunca debería ser presentado meramente como un asunto de "una vez salvo, siempre salvo", sin consideración de qué crees o haces. El escritor de Hebreos 12:14 dice francamente que sólo aquellos que continúan viviendo vidas santas, entrarán a la presencia del Señor.".
Los puntos de vista de MacArthur levantaron controversia dentro del evangelicalismo estadounidense y fue rebatido por Charles Ryrie y Zane C. Hodges (teólogos dispensacionalistas defensores de la Gracia Gratuita), quienes argumentaron que MacArthur enseñaba una forma de salvación por obras. MacArthur ha negado su conclusión debido al desacuerdo sobre la naturaleza del señorío de Cristo en relación con la salvación.
En diciembre de 1989, Bible Boradcasting Network rescindió Gracia a Vosotros, el programa de radio de MacArthur. En justificar la decisión, el presidente de BBN, Lowell Davey, se refirió a las enseñanzas de MacArthur sobre la sangre de Cristo y la "Salvación del Señorío". Davey llamó a estas enseñanzas "confusas". En una carta fechada el 15 de enero de 1990, Davey decía que MacArthur se derivaba a una postura teológica a la que no se podían adherir y dijo que, la serie de sermones de MacArthur sobre la teología de la elección, les convenció de que el rumbo de Gracia a Vosotros iba hacia el hipercalvinismo. MacArthur predica la salvación por la elección de Dios en su soberanía. Aun así, el término "hipercalvinismo" es utilizado por algunos para denotar el calvinismo de los cinco puntos o incluso cualquier defensa fuerte del mismo, más que la postura histórica del hipercalvinismo que cree que sólo a los "elegidos" se les puede ofrecer el Evangelio (compárese con la enseñanza histórica de todas las denominaciones protestantes, incluyendo a MacArthur, de la oferta libre del Evangelio). Esta posición no parece reflejar exactamente la posición de MacArthur en sus sermones. La controversia sobre la eficacia de la sangre de Cristo, proviene de la afirmación de MacArthur de que no es la sangre líquida y literal de Cristo la que salva, sino su muerte sacrificial en la cruz, una opinión que propugnaba en un artículo titulado: Not His Bleeding, but His Dying (No Su sangrado, sino Su muerte), publicado en el número de mayo de 1976, del periódico familiar de Gracia a Vosotros, que es distribuido a su iglesia. Sin embargo, MacArthur mismo, más tarde aclaró lo que se dijo de él en el artículo, señalando su posición con respecto a la sangre y la muerte de Cristo en la expiación, mencionando que la eficacia de la sangre de Cristo no es alguna propiedad física particular de la sangre en sí, sino el hecho de que Él derramó sangre al morir, y su afirmación de que la sangre de Cristo en la muerte era necesaria para satisfacer el requisito santo de Dios para la expiación.

### Cesacionismo
MacArthur es cesacionista, y es una de las voces más prominentes en la iglesia en contra de las creencias continuistas del pentecostalismo y del movimiento carismático. Ha escrito varios libros en apoyo a su postura. En octubre de 2013, MacArthur presentó una conferencia llamada "Fuego Extraño" en su iglesia, acompañando el lanzamiento de su libro homónimo. El evento contó con varios conferenciantes quienes argumentaron a favor del cesacionismo y criticaron duramente el movimiento carismático.
En sus comentarios de apertura, MacArthur declaró: 
"Mirando el comportamiento de algunos Hindus, quiénes pertenecen al culto Kundalini, sus movimientos de cuerpo son casi idénticos a los de la gente en el movimiento carismático, el comportamiento extremo de los paganos. Esto es el trabajo de Satanás, es el trabajo de la oscuridad, y no ha de ser atribuido al Espíritu Santo.", "El movimiento carismático, como tal, no ha hecho contribución alguna a la claridad bíblica, la interpretación, o a la sana doctrina... Desvía y confunde.", "Sólo ha producido distorsión, confusión, y error.", "¿Hay gente que ha sido realmente salva en inglesias carismáticas? Sí. Pero nada proveniente de ese movimiento ha sido la razón por la que fueron salvos.", "El evangelicalismo ha abierto sus brazos y ha dado la bienvenida al caballo de Troya del movimiento carismático a la ciudad de Dios. Sus tropas han tomado el control y han colocado un ídolo en la ciudad de Dios."En términos generales, MacArthur dice sobre las modernas "visiones, revelaciones, voces del cielo, sueños, hablar en lenguas, profecías, experiencias fuera del cuerpo, viajes al cielo, unciones y milagros" que es todo falso, todo mentiras y engaños falsamente atribuidos al Espíritu Santo. Dice que: "El movimiento carismático se ha robado al Espíritu Santo y ha creado un becerro de oro, y están bailando alrededor del becerro de oro como si este fuera el Espíritu Santo.". MacArthur ha hecho una lista de los Dones del Espíritu, principalmente de 1 Cor. 12-14, pero sostiene que "una vez que se terminó el Nuevo Testamento, esos dones y señales dejaron de tener una función", y cesaron con la conclusión de la Era Apostólica, alrededor del año 100 d. C.
En una enseñanza posterior, "Lo que sucedió después de la "Conferencia de Fuego Extraño"" (2013), MacArthur admitió que dentro del movimiento carismático sí había quienes creyeran en la autoridad de las Escrituras, honraran al Señor y buscaran vivir piadosamente, y que el movimiento retenía suficiente verdad del Evangelio para que las almas pudieran ser salvas en él. De todas formas, MacArthur observó su presencia interdenominacional como "un testimonio de la ausencia de cualquier teología" y denunció que "su teología es tanto heterodoxa como herética, (...), todo está definido por la experiencia, (...), y por lo tanto tiene una visión débil de la Escritura, ese es el movimiento carismático.". Criticó aún más el movimiento carismático moderno, afirmando que "en 1967, un montón de gente Jesus Freak, en las zonas de playa del sur de California, van a Calvary Chapel (...) y por primera vez en la historia, que yo sepa, la iglesia permite que la subcultura determinada dicte cómo irá la cosa. Fuera las ataduras, fuera los himnos, fuera todas las cosas normales y formales. (...) Y la cultura hippie, ya sabéis, los niños que se abren a las drogas, la vida comunitaria, sexo liberal y todo ese tipo de cosas informales, y esa es una iglesia carismática, esa es una iglesia cuadrangular... De ahí es de donde el movimiento se convierte en lo que conocemos como Calvary Chapel". "La primera Calvary Chapel fue esencialmente la iglesia diciendo "dejaremos que la cultura nos diga lo que necesitamos ser". (...) El movimiento carismático se ha desarrollado... Se ha acomodado en el catolicismo romano, en el denominacionalismo muerto... Pienso que es una forma falsa de cristianismo". 
Sin embargo, en el pasado (1991), MacArthur elogió a Chuck Smith (1927 - 2013), fundador del movimiento Calvary Chapel, por escribir "una crítica directa del extremismo carismático" y afirmó que "hay muchos como él que se han pronunciado y agradezco a Dios por su coraje y su deseo de ser bíblicos". En respuesta a la conferencia de MacArthur "Fuego Extraño", Calvary Chapel expresa un desacuerdo fundamental con la comprensión de MacArthur sobre los dones espirituales entre el pueblo de Dios hoy en día, pero afirma "carisma, no carismanía" y elogia el libro de Chuck Smith Carisma contra Carismanía como uno de los mejores trabajos concisos y populares sobre el tema.
Se han escrito tres libros en respuesta al libro y la conferencia Fuego Extraño, abogando por la postura continuista: Authentic Fire: A Response to John MacArthur's Strange Fire by Michael Brown; Holy Fire: A Balanced, Biblical Look at the Holy Spirit's Work in Our Lives by R.T. Kendall and The Essential Guide to the Power of the Holy Spirit: God's Miraculous Gifts At Work Today by Dr. Randy Clark. Dirigiéndose a la conferencia "Fuego Extraño", el bautista calvinista continuacionista John Piper, coincide en que hay muchos abusos en la iglesia carismática, sin embargo, agrega que "realmente debemos tener en cuenta que cada abuso carismático tiene su reflejo en abusos no carismáticos (...), en algunos de estos casos, la iglesia no carismática es más culpable que la carismática, como la ausencia de emoción, que es probablemente más letal que los excesos.".

### Complementarianismo
MacArthur se pronuncia contra los puntos de vista chovinistas y feministas con una visión complementaria sobre los roles de género y considera que la Biblia no permite que las mujeres enseñen a los hombres ni ejerzan autoridad en las iglesias. Él cree que los roles bíblicos de anciano y pastor están reservados para los hombres al citar el pasaje bíblico de 1 Timoteo 2: 11-12.

### Psicología
MacArthur también es un defensor de la Consejería Noutética, que enfatiza que la Biblia es una herramienta suficiente para aconsejar a las personas con enfermedades mentales como la depresión y la ansiedad. MacArthur no rechaza todas las formas de teorías y técnicas psicológicas, aunque considera que algunas psicologías y psiquiatrías son contrarias a la Biblia.
Ha argumentado que "la verdadera psicología (es decir, "el estudio del alma") puede ser hecha solo por cristianos, ya que solo los cristianos tienen los recursos para entender y transformar el alma. La disciplina secular de la psicología se basa en suposiciones impías y fundamentos evolutivos, y es capaz de tratar con personas solo superficialmente y solo en el nivel temporal... La psicología no es una ciencia más que la teoría evolucionista atea sobre la que se basa. Al igual que la evolución teísta, la psicología autodenominada cristiana es un intento de armonizar dos sistemas de pensamiento intrínsecamente contradictorios. La psicología moderna y la Biblia no pueden combinarse sin un compromiso serio o un total abandono del principio de la suficiencia de las Escrituras." 
Su posición ha causado varias controversias, la más notable de las cuales fue la primera vez que un empleado de una iglesia evangélica había sido demandado por negligencia. El caso no llegó a juicio porque un juez dictaminó que el caso no tenía pruebas suficientes.

### Otros movimientos cristianos y otras religiones
Sus escritos desaprueban a otros movimientos cristianos modernos y ministros como aquellos que dirigen servicios eclesiásticos seeker-friendly ("amigables para los que buscan oír lo que quieren oír"), como Robert Schuller, Bill Hybels y Rick Warren.
Ha criticado al popular pastor de Word of Faith Joel Osteen, a quien ha definido como cuasi-panteísta.
En mayo de 2002, en medio de una importante atención mediática y pública centrada en casos de abuso sexual católicos, MacArthur dio un mensaje muy crítico sobre todo el sistema del sacerdocio católico. MacArthur se ha referido al catolicismo como el "Reino de Satanás", y se aferra a la confesión de que el Papa es anticristo, pero el término, que dijo, "se aplica a cualquiera que se postule en contra o en lugar de Cristo".
MacArthur afirma que una persona que realmente cree todo lo que enseña el catolicismo no cree en una fe salvadora, porque la forma de salvación de la Iglesia Católica se basa en las obras y es un "sistema retorcido de mentiras satánicas" presidido por el Papa.

## Publicaciones selectas
- Doce Mujeres Extraordinarias: Dios Shaped Mujeres de la Biblia, y Qué Quiere Hacer con Tú por John F. MacArthur (Octubre 5, 2008)
- Doce Hombres Normales: Cómo el Maestro Shaped Sus Discípulos para Grandeza, y Qué Quiere Hacer con Tú por John F. MacArthur (Mayo 8, 2006)
- Uno Vida Perfecta: La Historia Completa del Señor Jesus por John F. MacArthur (Marcha 4, 2013)
- Ansioso para nada: la cura del dios para los Cuidados de Vuestra Alma (John Macarthur Estudio) por MacArthur, Jr., John (febrero 1, 2012)
- Seguro en las Armas de Dios: Verdad de Cielo Sobre la Muerte de un Niño por John F. MacArthur (Julio 8, 2003)
- Salvado Sin duda: Siendo Seguro de Vuestra Salvación (John MacArthur Estudio) por MacArthur, Jr., John (enero 1, 2010)
- El Charismatics: Un Doctrinal Perspectiva Hardback (1978)
- Fundamentos De la Fe: 13 Lecciones para Crecer en la Gracia y Conocimiento de Jesucristo por John MacArthur (febrero 24, 2009)
- El Charismatics Softback (1978)
- Evangelio Según Jesus (1989) ISBN 0-310-28651-4
- Caos carismático (1993) ISBN 0-310-57572-9
- Nuestra Suficiencia en Cristo (1998) ISBN 1-58134-013-3
- Avergonzado del Evangelio: Cuándo la Iglesia Deviene Como el Mundo (2001) ISBN 1-58134-288-8
- Piensa Biblically!: Recuperando un cristiano Worldview (2003) ISBN 1-58134-412-0
- Fool Oro?: Vislumbrando Verdad en una Edad de Error (2005) ISBN 1-58134-726-X
- El Jesús Te no Puede Ignorar: Qué Tienes que Aprender de las Confrontaciones Intrépidas de Cristo (2009) ISBN 1-4002-0206-X
- Fuego extraño: El Peligro de Ofender el Espíritu Santo con Counterfeit Adoración (2013) ISBN 978-1-4002-0517-2
- Pensamiento correcto en una Iglesia Ida Astray: Encontrando Nuestra Manera Atrás a Verdad Bíblica (2017)
- El Evangelio Según Paul: Abrazando el Bueno Noticioso en el fondo de las enseñanzas de Paul (2017)
- Doctrina bíblica: Un Resumen Sistemático de Verdad de Biblia (2017)
- Ninguno Otro: Descubriendo el Dios de la Biblia (2017)

## Lecturas recomendadas
- Jones, Karen (Nov@–Dec «John MacArthur: Unleashing God's Truth—One Verse at a Time». Bible Study Magazine 2 (1): 10-14. Nov–Dec 2009.009). "John MacArthur: Unleashing la verdad del dios—Un Verso a la vez". 2 (1): 10@–14.
- John MacArthur: Criado de la Palabra y Rebaño, Iain H. Murray
- John Macarthur: Mainstreaming Paganism en la Iglesia (revisión Crítica)
- Siete Dirigentes: Pastors y Profesores, por Iain H. Murray